# Lepidotes semiserratus
A Lepidotes semiserratus a csontos halak (Osteichthyes) főosztályának sugarasúszójú halak (Actinopterygii) osztályába, ezen belül kajmánhalalakúak (Lepisosteiformes) rendjébe tartozó fosszilis faj.

## Tudnivalók
A Lepidotes semiserratus nevű halat a következő hiányos kövületek alapján ismerjük: P. 1127, P. 7409, P. 2012, P. 2012a, P. 3527, P. 3528, P. 3528a, P. 5213, P. 5228, P. 6394, P. 7410 és 35556. Mindegyiküket a Yorkshire and the Humber nevű angliai régió, kora jura korszaki rétegében találták meg. Ezt a halat legelőször 1837-ben, Louis Agassiz svájci születésű amerikai paleontológus írta le, illetve nevezte meg. A maradványai alapján közeli rokonságba állították a Lepidotes elvensisszal, azonban a Lepidotes semiserratus hosszabb annál. A L. semiserratus négyszer olyan hosszú, mint magas. A fején levő pikkelyek hegyesebb szögben ülnek és a hal nagyobb mérete miatt ezek is nagyobbak, mint a L. elvensisé.

## Fordítás
Ez a szócikk részben vagy egészben  a   Lepidotes#L. semiserratus című angol Wikipédia-szócikk ezen változatának fordításán alapul.  Az eredeti cikk szerkesztőit annak laptörténete sorolja fel. Ez a jelzés csupán a megfogalmazás eredetét és a szerzői jogokat jelzi, nem szolgál a cikkben szereplő információk forrásmegjelöléseként.